# Variscourt
Variscourt és un municipi francès situat al departament de l'Aisne i a la regió dels Alts de França. L'any 2007 tenia 201 habitants.

## Demografia

### Població
El 2007 la població de fet de Variscourt era de 201 persones. Hi havia 67 famílies de les quals 8 eren unipersonals (8 homes vivint sols), 16 parelles sense fills, 39 parelles amb fills i 4 famílies monoparentals amb fills.
La població ha evolucionat segons el següent gràfic:
Habitants censats

### Habitatges
El 2007 hi havia 69 habitatges, 63 eren l'habitatge principal de la família i 6 eren segones residències. Tots els 69 habitatges eren cases. Dels 63 habitatges principals, 55 estaven ocupats pels seus propietaris i 8 estaven llogats i ocupats pels llogaters; 4 tenien dues cambres, 4 en tenien tres, 9 en tenien quatre i 47 en tenien cinc o més. 57 habitatges disposaven pel capbaix d'una plaça de pàrquing. A 16 habitatges hi havia un automòbil i a 46 n'hi havia dos o més.

### Piràmide de població
La piràmide de població per edats i sexe el 2009 era:
| Homes | Edats   | Dones |
| ----- | ------- | ----- |
| 0     | 95 o +  | 0     |
| 0     | 90 a 94 | 0     |
| 0     | 85 a 89 | 0     |
| 0     | 80 a 84 | 0     |
| 4     | 75 a 79 | 4     |
| 0     | 70 a 74 | 4     |
| 4     | 65 a 69 | 4     |
| 4     | 60 a 64 | 0     |
| 4     | 55 a 59 | 4     |
| 0     | 50 a 54 | 4     |
| 12    | 45 a 49 | 4     |
| 4     | 40 a 44 | 4     |
| 4     | 35 a 39 | 4     |
| 4     | 30 a 34 | 8     |
| 8     | 25 a 29 | 4     |
| 4     | 20 a 24 | 0     |
| 0     | 15 a 19 | 4     |
| 12    | 10 a 14 | 0     |
| 0     | 5 a 9   | 4     |
| 8     | 0 a 4   | 0     |

## Economia
El 2007 la població en edat de treballar era de 118 persones, 91 eren actives i 27 eren inactives. De les 91 persones actives 85 estaven ocupades (46 homes i 39 dones) i 7 estaven aturades (4 homes i 3 dones). De les 27 persones inactives 6 estaven jubilades, 10 estaven estudiant i 11 estaven classificades com a «altres inactius».

### Ingressos
El 2009 a Variscourt hi havia 59 unitats fiscals que integraven 193 persones, la mediana anual d'ingressos fiscals per persona era de 18.127 €.

### Activitats econòmiques
L'únic establiment que hi havia el 2007 era d'una empresa de serveis.
L'any 2000 a Variscourt hi havia 3 explotacions agrícoles que ocupaven un total de 408 hectàrees.

## Poblacions més properes
El següent diagrama mostra les poblacions més properes.